# Адам Роуз
Реймънд Лепан (роден на 20 юли 1979) е южноафрикански кечист, по-известен за времето си с WWE под сценичното име Адам Роуз.
Той е бивш двукратен шампион на Флорида в тежка категория на FCW под името Лео Крюгър. На 4 януари в епизод на Първична сила, Роуз, заедно с Бо Далас, Къртис Аксел и Хийт Слейтър, дебютираха като нова формация и помогнах на Слейтър да победи Долф Зиглър. На 11 януари в епизод на Първична сила, определени като Отхвърлени от Обществото, групата срещна Семейство Уайът в мач без победител, след като Райбак се намеси. На 24 януари 2016 в епизод на Разбиване, четиримата победиха отбора на Златен прах, Деймиън Сендау, Джак Фукльото и Зак Райдър в отборен мач с осем души. На 8 февруари 2016 в епизод на Първична сила, Роуз победи Тайтъс О'Нийл. На КечМания 32, Роуз участва в Кралската битка в памет на Андре Гиганта, не е елиминиран от евентуалния победител Барън Корбин.

## В кеча
- Финални ходове
  - Като Адам Роуз
    - Party Foul[5] (Snapmare driver)[9][10]

  - Като Лео Крюгър
    - GC3[11] (Inverted keylock)[12]
    - Kruger End (Hangman's facebuster)[13]
    - Sleeper hold, понякога с bodyscissors[14] – FCW
    - Slice[15] (Lariat)[12][16]

  - Като Дамеон Дюк
    - Dameon Dagger (Cradle piledriver)[2]
    - Dameon Device (Захапката на акулата)[2]
- Ключови ходове
  - Като Адам Роуз
    - Choo Choo Buster (Running bronco buster, с постановки)[17]
    - E-Lemon-Nator[18] (Spinning spinebuster)[15]

  - Като Лео Крюгър
    - Snaplex,[14][19] sometimes while applying a hammerlock[15][20]
    - Spinebuster[14][19][20][21]

  - Като Дамеон Дюк
    - Corner clothesline последван bulldog[2]
    - Diving crossbody[2]
    - Diving elbow drop[2]
    - Diving splash[2]
    - Samoan driver[2]
    - Swinging fisherman suplex[2]
    - Topé[2]
    - Tornado DDT[2]
- Прякори
  - „Супер готиния от Южна Африка“[2]
  - „Върховното парти животно“[22][23]
  - „Върховния парти прекъсвач“[24]
  - Радикалната мангуста[25]
- Мениджъри
  - Зайчето
  - Роса Мендес
- Входни песни
  - „Hot House“ на Extreme Music (FCW; 2010)
  - „Excessive Testosterone“ на Joseph Saba & Stewart Winter (FCW; 2011)
  - „Grand March from Aida“ на Harry Edwards (NXT; 2012)
  - „Medieval Rock 2“ на No Straw Dogs Library (NXT; 2012 – 2013)
  - „Let It Go“ на Extreme Music Library (NXT; 2013)
  - „World Goes Wild“ на Above Envy (NXT; 2014)
  - „Break Away“ на CFO$ (WWE; 2014 – 2016)
  - „My Way“ на Джим Джонстън (WWE; 1 януари 2016) (използвана като част от Отхвърлени от Обществото)
  - „Outcast“ на CFO$ (WWE; от 11 януари 2016 г.) (използвана като част от Отхвърлени от Обществото)

## Шампионски титли и отличия
- Florida Championship Wrestling
  - Шампион в тежка категори на Флорида на FCW (2 пъти)[26]
- Pro Wrestling Illustrated
  - PWI го класира като №77 от 500 индивидуални кечисти в PWI 500 през 2012[27]
- World Wrestling Professionals
  - Световен шампион в тежка категория на WWP (1 пъти)[28]
- Wrestling Observer Newsletter
  - Най-лош образ (2014)[29]